# 곽호승
곽호승(1999년 1월 6일 ~ )은 대한민국의 축구 선수로 현재 K4리그의 세종 바네스에서 미드필더로 활동하고 있다.